# Tweede Kamerverkiezingen in het kiesdistrict Leiden (1848-1850)
Tweede Kamerverkiezingen in het kiesdistrict Leiden (1848-1850) geeft een overzicht van verkiezingen voor de Nederlandse Tweede Kamer in het kiesdistrict Leiden in de periode 1848-1850.
Het kiesdistrict Leiden werd ingesteld na de grondwetsherziening van 1848.  Tot het kiesdistrict behoorden de volgende gemeenten: Leiden, Voorschoten en Zoeterwoude.
Het kiesdistrict Leiden vaardigde in deze periode per zittingsperiode één lid af naar de Tweede Kamer.
Legenda
- cursief: in de eerste verkiezingsronde geëindigd op de eerste of tweede plaats, en geplaatst voor de tweede ronde;
- vet: gekozen als lid van de Tweede Kamer.

## 30 november 1848
De verkiezingen werden gehouden na ontbinding van de Tweede Kamer, na inwerkingtreding van de herziene grondwet.
|                           | 30 november |
| ------------------------- | ----------- |
| Kiesgerechtigden          | 468         |
| Opkomst                   | 423         |
| Geldige stemmen           | 422         |
| Blanco stemmen            | 0           |
| Kandidaten                |             |
| J.R. Thorbecke            | 217         |
| D.T. Gevers van Endegeest | 196         |

## 7 december 1849
Johan Rudolph Thorbecke, gekozen bij de verkiezingen van 30 november 1848, trad op 31 oktober 1849 af vanwege zijn toetreding tot het op 1 november 1849 aantredende kabinet-Thorbecke I. Om in de ontstane vacature te voorzien werd een tussentijdse verkiezing gehouden.
|                   | 7 december | 14 december |
| ----------------- | ---------- | ----------- |
| Kiesgerechtigden  | 468        | 468         |
| Opkomst           | 393        | 421         |
| Geldige stemmen   | 390        | 416         |
| Blanco stemmen    | 2          | 5           |
| Kandidaten        |            |             |
| J.A. de Fremery   | 186        | 210         |
| J.M. de Kempenaer | 191        | 206         |

## Voortzetting
In 1850 werd het kiesdistrict Leiden omgezet in een meervoudig kiesdistrict, waaraan een gedeelte van het opgeheven kiesdistrict Leiderdorp toegevoegd werd.